# Parastephanops cognatus
Parastephanops cognatus là một loài nhện trong họ Thomisidae.
Loài này thuộc chi Parastephanops. Parastephanops cognatus được Octavius Pickard-Cambridge miêu tả năm 1892.